# John J. Fitzgerald
John Joseph Fitzgerald (ur. 10 marca 1872 w Brooklynie, zm. 13 maja 1952 w Brooklynie) – amerykański polityk, członek Partii Demokratycznej.

## Działalność polityczna
W okresie od 4 marca 1899 do 3 marca 1903 przez dwie kadencje był przedstawicielem 2. okręgu, a od 4 marca 1903 do rezygnacji 31 grudnia 1917 przez osiem kadencji przedstawicielem 7. okręgu wyborczego w stanie Nowy Jork w Izbie Reprezentantów Stanów Zjednoczonych.